# バトゥーキ
『バトゥーキ』は、迫稔雄による日本の漫画作品。
カポエイラを主軸にした異種格闘技戦、およびカポエイラを通じた成長を描いた青春少女大河。
週刊ヤングジャンプで連載開始し、WEB媒体の『となりのヤングジャンプ』『ヤンジャン！』に移行し隔週で連載された。

## あらすじ
序章(1-2巻)
ごく普通の家庭に育った中学生の三條一里。ある日、不思議な動きでコンビニ強盗を撃退する謎の男ブスカペに出会い、カポエイラの魅力に取りつかれる。そして一里の生い立ちには秘密があった。
vs.フォルチ編(2-6巻)
一里は高校一年生となった。南米ギャング、ランサ・モルタウの一員であるB・Jは、ボスの娘である一里を利用して組織の財産を奪うことを画策していた。B・Jは一里を財産争いに参加させるべく戦闘面での育成を始める。育ての両親を人質にとられた一里は、B・Jが指定した格闘技者とのストリートファイトを強制される(B・Jワークショップ)。フォルチ(強者)とランクづけられた四名、甲斐、稲荷、桜、翔矢との戦いが始まる。
vs.悪軍連合編(6-11巻)
フォルチをクリアし次なる相手はドゥロ(難)とランクづけられた、半グレ組織悪軍連合のトップである悪軍鉄馬。一里はバトゥーキ組等、様々な格闘技者と研鑽を積み戦いに備えていた。B・Jが流した情報をもとに悪軍連合は一里を狙い、バトゥーキ組、悪軍連合、みつお組、B・Jを交えた戦いの渦に一里は巻き込まれていく。
vs.遊佐編(12巻-15巻)
B・Jはバンデイラに捕縛されたが、純悟は毒と解毒剤をめぐる駆け引きを突きつけられる。一里はドゥロをクリアし、ゲヘイロ(戦士)にランクづけられた遊佐春麻と出会った。遊佐と戦う条件である、動画配信サイトでの登録者1万人を達成するため奔走するバトゥーキ組。丈青の助けもあり条件をクリアした一里は、流亜のグループが開催するホーダ・ジ・フア(路上ホーダ)を遊佐との戦いの場に決める。
相続戦（15巻-）
一里と遊佐の戦いの動画が拡散したことで、南米ランサの者たちの知るところとなった。三條勲、アグリ、レグバが来日し、また一里は義両親と再会を果たす。勲は勝者をランサの後継にすると言うが、一里はギャングを拒絶し家族との暮らしを望む。勲が見守る中で一里とアグリが戦い、弘美が見守る中で純悟とレグバが戦う。

## 登場人物

### 主人公
三條一里(さんじょう いちり)
通称いっち。本作の主人公でカポエイリスタ。早坂学園に通う高校一年生。ブラジルのギャング「ランサ・モルタウ」のボス三條勲の娘。育ての両親はアルナとペドロ。日本でギャングとは縁のない環境で育ったが、B・Jの陰謀に組み込まれカポエイラとギャングの世界に足を踏み入れる。一里の目的は育ての両親を助けること、また現代では失われた、現代カポエイラの源流の一つとも言われる幻の格闘技「バトゥーキ」を作り上げること。ブスカペからカポエイラを学び、後に流亜から指導を受ける。アペリード（カポエイリスタにおけるあだ名）はアレグリア(喜び)。
孟炎や悪軍鉄馬との戦いで急成長を遂げ、B・Jの呪縛を振り切り、姉アグリとの戦いに臨む。
家系図
|  |  |  |  | カーロス・マノエウ |          |          |          |          |          |          |          |          |          |        |        |        |        |        |        |        |        |        |        |      |  |  |  |        |        |        |        |        |        |            |  |  |  |  |  |  |  |  |  |  |  |  |  |  |  |  |  |  |  |  |  |  |  |  |  |  |  |
|  |  |  |  |                    |          |          |          |          |          |          |          |          |          |        |        |        |        |        |        |        |        |        |        |      |  |  |  |        |        |        |        |        |        | アグリの母 |  |  |  |  |  |  |  |  |  |  |  |  |  |  |  |  |  |  |  |  |  |  |  |  |  |  |  |
|  |  |  |  |                    |          |          |          |          |          |          |          |          |          |        |        |        |        |        |        |        |        |        |        |      |  |  |  |        |        |        |        |        |        |            |  |  |  |  |  |  |  |  |  |  |  |  |  |  |  |  |  |  |  |  |  |  |  |  |  |  |  |
|  |  |  |  | 三條弘美           | 三條弘美 | 三條弘美 | 三條弘美 | 三條弘美 | 三條弘美 |          |          | 三條勲   | 三條勲   | 三條勲 | 三條勲 | 三條勲 | 三條勲 |        |        |        |        |        |        |      |  |  |  |        |        |        |        |        |        |            |  |  |  |  |  |  |  |  |  |  |  |  |  |  |  |  |  |  |  |  |  |  |  |  |  |  |  |
|  |  |  |  | 三條弘美           | 三條弘美 | 三條弘美 | 三條弘美 | 三條弘美 | 三條弘美 |          |          | 三條勲   | 三條勲   | 三條勲 | 三條勲 | 三條勲 | 三條勲 |        |        |        |        |        |        |      |  |  |  |        |        |        |        |        |        |            |  |  |  |  |  |  |  |  |  |  |  |  |  |  |  |  |  |  |  |  |  |  |  |  |  |  |  |
|  |  |  |  |                    |          |          |          |          |          |          |          |          |          |        |        |        |        |        |        |        |        |        |        | ギラ |  |  |  |        |        |        |        |        |        |            |  |  |  |  |  |  |  |  |  |  |  |  |  |  |  |  |  |  |  |  |  |  |  |  |  |  |  |
|  |  |  |  |                    |          |          |          |          |          |          |          |          |          |        |        |        |        |        |        |        |        |        |        |      |  |  |  |        |        |        |        |        |        |            |  |  |  |  |  |  |  |  |  |  |  |  |  |  |  |  |  |  |  |  |  |  |  |  |  |  |  |
|  |  |  |  |                    |          |          |          |          |          |          |          |          |          |        |        |        |        |        |        |        |        |        |        |      |  |  |  |        |        |        |        |        |        |            |  |  |  |  |  |  |  |  |  |  |  |  |  |  |  |  |  |  |  |  |  |  |  |  |  |  |  |
|  |  |  |  |                    |          |          |          | 三條一里 | 三條一里 | 三條一里 | 三條一里 | 三條一里 | 三條一里 |        |        |        |        | レグバ | レグバ | レグバ | レグバ | レグバ | レグバ |      |  |  |  | アグリ | アグリ | アグリ | アグリ | アグリ | アグリ |            |  |  |  |  |  |  |  |  |  |  |  |  |  |  |  |  |  |  |  |  |  |  |  |  |  |  |  |
|  |  |  |  |                    |          |          |          | 三條一里 | 三條一里 | 三條一里 | 三條一里 | 三條一里 | 三條一里 |        |        |        |        | レグバ | レグバ | レグバ | レグバ | レグバ | レグバ |      |  |  |  | アグリ | アグリ | アグリ | アグリ | アグリ | アグリ |            |  |  |  |  |  |  |  |  |  |  |  |  |  |  |  |  |  |  |  |  |  |  |  |  |  |  |  |

### 主要人物
双刃純悟(ふたば じゅんご)
カポエイリスタ。ブスカペからカポエイラを学んだ中学3年生。後に流亜から指導を受ける。アペリードはマシャド(斧)。
ブレイクダンスの経験があり、壁を感じていた時期にブスカペに出会う。10才までチリで過ごしておりスペイン語が分かり、ポルトガル語もある程度理解できる。
悪軍連合との戦い、ペドロの行方等、みつお組を介して一里を助けるために裏で奔走する。後にみつお組へ加入。
相続戦に割り込み、レグバと戦う。
B・J(ベルナルド・ジョーカー)
カポエイリスタ。ウニ型の髪が特徴的。改造義足を装着している。
過去にランサ・モルタウ上層部の命令を受けて、バンデイラ関係者の三條弘美、勲、一里を誘拐した。だがアルナとペドロに離反されて一里の行方を見失い、さらにランサのボスが勲に代替わりしたことで報復を受け左脚を切断されている。
一里を支配しつつ育成し、一里を組織の相続争いに投入し財産を奪うことを画策する。10年以上を経て3人に再会したB・Jは、アルナとペドロを人質にし、ストリートファイトを通して一里を強化するプログラム「B・Jワークショップ」を一里に強制する。
本質的には無感情で虚無的な男で、後付けで「家族」に強い執着を抱くようになった。一里を呪縛しながらも、自分と一里、ペドロ、アルナの4人は家族と断言する異常者である。
一里と鉄馬の戦いの決着からまもなく、アモロゾに敗北し監禁される。だがアモロゾとオバルの間での、弘美への解毒剤をめぐる交渉を経て解放され、相続戦に姿を現しこの期に及んでなお一里を操ろうとする。
相続戦が終結した後、ランサのボスの座を奪い取るべく勲に挑戦する。
アルナ
一里の育ての母。元ランサ・モルタウ所属。ペドロと共に一里を誘拐した後の世話役をしていた。組織上部から一里の指を切って送れと指示されたのをきっかけに、一里を守るため一里とペドロと組織を抜け逃亡した。
B・Jに発見され、一里への人質としてB・Jに監禁されていたが、みつお組がB・Jを襲撃したのをきっかけに脱出する。バンデイラに一里が生存していることを密告し、匿われる。またバンデイラの策略でアグリに接触している。右手の小指を失っている。
ペドロ
一里の育ての父。元ランサ・モルタウ所属。アルナと共に一里の世話役をしており、一里を守るため組織を抜け逃亡した。自動車整備の仕事をしていた。
アルナと同様に一里への人質としてB・Jに監禁されていたが、アモロゾがB・Jを追い詰めたのをきっかけに脱出する。溝ノ口の寿司屋やみつお組に匿われつつ、一里と再会を果たした。左手の小指と薬指を失っている。

### バトゥーキ組
佐伯栄子(さえき えいこ)
一里の親友で、早坂学園の高校一年生。一里達と共にブスカペからカポエイラを学び、後に流亜から指導を受ける。アペリードはアグア ヴィヴァ(クラゲ)。
佐伯悠人(さえき ゆうと)
空手家。栄子の兄。
愛染雪菜(あいぞめ ゆきな)
県大会2位の空手家。悠人が通っており、バトゥーキ組のたまり場になっている中源武道館の管理主。元伝説のレディース田比崗(たぴおか)連合の頭。
想田想介(そうだ そうすけ)
一里のクラスメイト。極道組織みつお組組長の息子。通称ゴクムス。みつお組や孟の力を借り、一里に協力している。
甲斐圭(かい けい)
実戦派(フルコンタクト)の空手家の高校一年生。空手歴は5年。ジュニア時代に全国優勝し、決勝戦で別人の様に暴れた姿からついたあだ名は「暴走特急」。「強くなるにはありえないことしなきゃ」という考えのもと鍛錬に励む。極限状態で山籠りした結果、別人格のライバック(暴走特急状態)とスティーブン(甲斐とライバックの仲介役)が生み出された。愛猫の名はトランスルーセント。B・Jワークショップのフォルチ(強者)の1人目。
稲荷遼(いなり りょう)
合気道家。法計高校に通う高校三年生。「一日一善」がモットーで、そのためなら自作自演も辞さない。マランドラージェンに長けている。B・Jワークショップのフォルチ(強者)の2人目。登録者5千人の「一善チャンネル」を持つ動画配信者でもあった。
大谷桜(おおたに さくら)
柔道家。高校三年生。天性の怪力体質を持つ。B・Jワークショップのフォルチ(強者)の3人目。
翔矢(しょうや)
テコンドー使い。桜の幼馴染みで彼氏。時折静岡の方言が出る。B・Jワークショップのフォルチ(強者)の4人目。

### 悪軍連合
悪軍鉄馬(おぐん てつま)
格闘技経験はなし。半グレ集団悪軍連合の頭。B・Jワークショップのドゥロ(難)の1人目。
ハボジアハイアを受けきる耐久力、疲労や痛みが一切表情に出ない精神力、鉄拳と呼ばれるフィジカル、相手の動きを先読みし必ず当たる「予知パン」を駆使して戦う喧嘩屋。薬物に狂った父との過去が原因で、薬物への強い嫌悪感を見せる。
一里との勝負が決着して以降、悪軍連合を離れて一部の元幹部らと行動を共にしている。
王部信成(おべ のぶなり)
左目に縦傷が走る眼鏡の男。悪軍連合のNo.2にして創設者。鉄馬を始末して連合を乗っ取ろうと企てる。弁護士。
溝ノ口春海(みぞのくち はるみ)
髭面で番町風の男。鉄馬の幼馴染み。実家は寿司屋。
千堂竜大(せんどう りゅうだい)
ラウェイ使い。悪軍連合幹部。喧嘩男(ケンカマン)祭りで純悟と対戦。度を越した鉄馬シンパで、鉄馬が気に入った人物に対して敵意を剥き出しにする。
梶山丈青(かじやま じょうせい)
伝統派の空手家。悪軍連合幹部。ヤスリのついた木槌を持ち歩き拳を鍛えている。初動の消えた「ノーモーション突き」を放つ。甲斐と対戦して以降交流がある。
雨宮駿(あまみや しゅん)
ボクサー。通称お駿姉さん。悪軍連合幹部。夜が更ける程強くなる姿は夜叉姫と呼ばれている。ボクサーのナジーム・ハメドの戦闘スタイルを用いる。ホステスとして働いている。
仙石民生(せんごく たみお)
システマ使い。黒タイツの男。寸鉄を使用する。
倉掛春人(くらかけ はると)
サンビスト。通称クラーケン。ステロイドユーザー。女衒の外道男。

### カポエイリスタ
広田流亜(ひろた るあ)
一里の通う高校の教師。ヘジョナウ流とアンゴラ流の両方を学んでいる(コンテンポラーニャ)。ハーレと共に作ったカポエイラグループ、ルア・イ・パイシャオン(月と情熱)に所属。アペリードはルア・シェアー(満月)。
ハーレ
ルア・イ・パイシャオン(月と情熱)に所属。アペリードはブリンカリョン(お調子者)。ブラジルで流亜と共にアモロゾから指導を受けていた。最近日本にやってきた。
巴布(ぱっぷ)
ルア・イ・パイシャオン(月と情熱)に所属。元体操選手で跳躍が得意。アペリードはピポッカ(ポップコーン)。一里、栄子、純悟と共にバチザード(洗礼式。メストレから帯とアペリードを授かる)をうけた。
浩(こう)
カポエイラグループ、ハイジズ ダ バイーア ジャパォンのリーダー。一里が初めて参加したオープンホーダの主催者。遊佐編のホーダ・ジ・フア(路上ホーダ)にも参加。
咬泉大湖(こいずみ だいご)
実戦主義グループ、ルータ・ルータ・ルータ(格闘)のメストレ(師範)。以前は実戦主義グループ、アルダーのプロフェソーロ(メストレ、コントラメストレに次ぐ段位。先生)だった。交流ではなく、実戦としてのカポエイラを重視し羚に指導している。
朱摩羚(しゅま れい)
カポエイラグループ、ルータ・ルータ・ルータ(格闘)に所属しており、西高に通う高校生。生来の体質により天性の持久力を持つ。
彼女を撮影した映像はなぜか乱れるため、B・Jからは女子高生の霊（れい）と思われていた。カポエイリスタの女子高生ということで、一里と間違えられて悪軍連合に誘拐されたことをきっかけにB・Jと関わりを持つ。
ブスカペ
アンゴラ流。一里に最初にカポエイラを教えたホームレスの男。カポエイラ界では名の知れた大物。純悟にカポエイラを教えており、後に一里や栄子達にも指導を行っていたが姿を消してしまう。ブスカペ(ネズミ花火)は本名でなくアペリード。ポルトガル語を話す。
一里とアグリの戦いにて突然姿を現す。
マオン・ジ・オンサ
アンゴラ流。流亜と咬泉の知人。アンゴラ原理主義で、カポエイラが暴力に用いられることを嫌悪している。マオン・ジ・オンサ(ジャガーの手)は本名でなくアペリード。
大道笹弥(おおみち ささや)
ヘジョナウ流。格闘技界で活躍している。アペリードはゲヘイロ(戦士)。ホーダ・ジ・フア(路上ホーダ)で一里と出会う。

### ランサ・モルタウ
三條勲(さんじょう いさお)
一里の実の父。ランサ・モルタウのボスでありカポエイリスタ。引退を考え、財産を最も強い我が子に譲ると決めた。3人の妻と3人の子がいる。
最初の妻との間に娘アグリをもうけていたが離婚した。後にバンデイラのボスの娘婿となったが、妻子と共にランサ・モルタウに誘拐され、ランサの人質の立場にありながらボスに上りつめた。
アグリ
三條勲の第一子。一里の腹違いの姉。激情家。父の愛を求めて、相続戦に闘志を燃やす。
カポエイリスタ。体格と力に優れる。
レグバ
三條勲の第三子。一里の腹違いの弟。野心家の母に洗脳されており、人格が未熟な状態にある。
足指の力と跳び技を用いる、カブトムシと称する戦い方をする。
ギラ
レグバの母。三條勲の3人目の妻。ハングリー精神が強く、ランサ・モルタウを手に入れるためレグバを育てている。レグバが戦うときは、ギラが相手の力量を見抜いたうえでレグバをけしかける。
一里、弘美、アグリを始末すべく謀略を巡らせる。銃器を調達して相続戦への横槍を企てるが、その道程で白猿・純悟・鉄馬らと遭遇し戦いになる。
オバル
薬師。B・Jの仲間。ペドロを薬物漬けにする。純悟に毒を盛る。
ジョー・ペシ
ランサ・モルタウ幹部であり日本支部の責任者。老齢の男。相続戦でアグリを推す。
コブリーニャ
老カポエイリスタ。伝説のカポエイリスタビゾウロの直弟子。三條勲とアグリのメストレ。
ハロ
ギラ派。金平糖ヘアの男。悪軍鉄馬と喧嘩になる。
ルタ
ギラ派。ドレッドヘアの男。溝ノ口春海と喧嘩になる。

### バンデイラ
カーロス・マノエウ
バンデイラのボス。三條弘美の父で一里の祖父。アルナから一里が生存していることを聞き、B・Jにアモロゾを差し向ける。
三條弘美(さんじょう ひろみ)
一里の実の母。カーロス・マノエウの娘。三條勲の2人目の妻。
南米ギャングを離れ日本で結婚生活を営んでいたが、ランサ・モルタウに誘拐され、一里と生き別れになった。夫と別れ父の組織に戻ったが、ギラに毒を盛られる。
アモロゾ
カポエイリスタ。カポエイラグループ、バンデイラ ダ バイーアの創設者。流亜とハーレのメストレ(師匠)。ギャング組織バンデイラの幹部。曲によってカポエイラのスタイルや気質が大きく変貌する。
カマリオ
アモロゾの仲間。バトゥーキ組を手助けするため悪軍連合に潜入していた。
白猿
バンデイラのメンバー。荒事を担当するカポエイリスタ。カーロスに拾われた孤児で、弘美とも付き合いが古い。

### その他
三箸勇芯(みつはし ゆうしん)
日本拳法家。みつお組の若頭。純悟をみつお組に引き入れることを画策する。B・Jや悪軍連合と敵対する。
孟(もう)兄
中国拳法家。みつお組に雇われた殺し屋。B・Jに殺害される。
孟炎(もう えん)
孟兄弟の弟。容姿は兄に瓜二つ。兄を殺したB・Jに復讐を誓う。喧嘩男(ケンカマン)祭りで戦いを通じて一里を成長させる役を担った。
國丸ハジメ(くにまる はじめ)
鉄馬と同格と言われるアウトロー。
大門迦子(だいもん かこ)
プロレスラー。B・Jワークショップのドゥロ(難)の2人目。
海江田丈(かいえだ じょう)
戦場格闘技使いのレンジャー隊員。B・Jワークショップのドゥロ(難)の3人目。
遊佐春麻(ゆさ はるま)
総合格闘家で、登録者100万人を超える動画配信者(スペシャリスト)。B・Jワークショップのゲヘイロ(戦士)。無名時代にコインランドリーでB・Jと出会い、B・Jの協力で格闘家としての名声を大きくしていった。
秋葉堅(あきば けん)
登録者25万人の「めっきんチャンネル」を持つ動画配信者。遊佐の協力者。
代玖ルイ(だいく るい)
動画配信者で、遊佐の動画のプロデューサー。

## 用語
ランサ・モルタウ(死の槍)
ブラジルのギャング組織。B・Jらが所属。現在のボスは三條勲で、ボスには一里を含め三人の子がおり、組織の財産を巡る後継者争いが起きている。
バンデイラ(旗)
ブラジルのギャング。ボスはカーロス・マノエウ。アモロゾらが所属。
ランサとは長年敵対関係にあるが、現在は弘美と勲の存在により比較的穏やかな冷戦状態にある。アルナの密告により孫の生存を知る。
B・Jワークショップ
B・Jが一里を鍛えるために作った育成プログラム。B・Jが厳選した格闘技者達を倒す必要があり、一里が負けた場合人質のアルナとペドロの指が切断されて送られてくる。難易度は、低い方から順にフォルチ→ドゥロ→ゲヘイロ→B。
フォルチ(強者)は甲斐圭、稲荷遼、大谷桜、翔矢。
ドゥロ(難)は悪軍鉄馬、大門迦子、海江田丈。
ゲヘイロ(戦士)は悪軍鉄馬、ユダ（背信者＝配信者の遊佐春麻）。
Bは「絶対に勝てないスペシャル」。
メストレ
師匠、達人。またはカポエイラグループの師範(最上の段位)のこと。メストレブスカペやメストレアモロゾのように、名前の前につけて呼称される。
アペリード
メストレが弟子につけるあだ名。
マランドラージェン
相手を出し抜くこと。

## 書誌情報
- 迫稔雄『バトゥーキ』集英社〈ヤングジャンプコミックス〉、全18巻
  1. 2019年1月18日発売[2][3]、ISBN 978-4-08-891144-1
  2. 2019年1月18日発売[4][3]、ISBN 978-4-08-891191-5
  3. 2019年4月19日発売[5]、ISBN 978-4-08-891280-6
  4. 2019年7月19日発売[6]、ISBN 978-4-08-891321-6
  5. 2019年10月18日発売[7]、ISBN 978-4-08-891396-4
  6. 2020年1月17日発売[8]、ISBN 978-4-08-891460-2
  7. 2020年4月17日発売[9]、ISBN 978-4-08-891528-9
  8. 2020年7月17日発売[10]、ISBN 978-4-08-891602-6
  9. 2020年11月19日発売[11]、ISBN 978-4-08-891668-2
  10. 2021年2月19日発売[12]、ISBN 978-4-08-891778-8
  11. 2021年7月16日発売[13]、ISBN 978-4-08-891865-5
  12. 2022年2月4日発売[14][15]、ISBN 978-4-08-892075-7
  13. 2022年6月17日発売[16]、ISBN 978-4-08-892331-4
  14. 2022年11月17日発売[17]、ISBN 978-4-08-892496-0
  15. 2023年4月18日発売[18]、ISBN 978-4-08-892635-3
  16. 2023年7月19日発売[19]、ISBN 978-4-08-892812-8
  17. 2024年1月18日発売[20]、ISBN 978-4-08-893084-8
  18. 2024年3月18日発売[21]、ISBN 978-4-08-893134-0